# Tylocephale gilmorei
Tylocephale (il cui nome significa "testa gonfia", dal greco antico, τυλη che significa "callo" o "gonfiore" e κεφαλη che significa "testa") è un genere estinto di dinosauro pachycephalosauride vissuto nel Cretaceo superiore, circa 80-70 milioni di anni fa (Campaniano), in quella che oggi è la Mongolia. L'unica specie ascritta a questo genere è T. gilmorei.

## Descrizione
Il Tylocephale è un dinosauro erbivoro bipede di piccolo dimensioni, con una lunghezza stimata di circa 1,40 metri (4,6 piedi). Nonostante le piccole dimensioni questo animale vanta la più grande cupola cranica tra i pachycephalosauri noti. La funzione di questa enorme cupola era quasi sicuramente per display sessuale: forse nei maschi la cupola era vivacemente colorata (vedi immagine) e serviva per attrarre le femmine e spaventare i maschi rivali. Tuttavia, recenti studi hanno convalidato l'uso della cupola come strumento di lotta tra i maschi, che si prendevano a testate per la supremazia del territorio o per aggiudicarsi il diritto di accoppiarsi con le femmine.
Questo animale visse durante il Campaniano, tra gli 80 e i 70 milioni di anni fa, in quello che già allora era il deserto della Regione di Khulsan, in Mongolia. Qui i paleontologi rinvennero la specie tipo, T. gilmorei descritta da Maryanska e Osmólska, nel 1974.
Come la maggior parte dei dinosauri asiatici, anche i pachycephalosauridi, evolutisi in Asia, migrarono in Nord America quando i due continenti vennero a contatto quindi è probabile che gli antenati di Tylocephale migrato di nuovo in Asia, o rimasero sempre in Asia invece di migrare in Nord America. L'animale sembra essere strettamente imparentato con il genere Prenocephale.